# Karen Allen
Karen Jane Allen (nascuda el 5 d'octubre de 1951) és una actriu estatunidenca. En el cinema, és ben coneguda pel seu paper com Marion Ravenwood en A la recerca de l'arca perduda (1981) i Indiana Jones i el regne de la calavera de cristall (2008).

## Filmografia
| Movies | Movies                                              | Movies                  | Movies |
| Any    | Títol                                               | Paper                   |        |
| ------ | --------------------------------------------------- | ----------------------- | ------ |
| 1978   | National Lampoon's Animal House                     | Katy                    |        |
| 1978   | Lovey: A Circle of Children, Part II                | Elizabeth               |        |
| 1979   | Manhattan                                           | Television Actor #2     |        |
| 1979   | The Wanderers                                       | Nina                    |        |
| 1980   | Cruising                                            | Nancy Gates             |        |
| 1980   | A Small Circle of Friends                           | Jessica Bloom           |        |
| 1981   | A la recerca de l'arca perduda                      | Marion Ravenwood        |        |
| 1982   | Shoot the Moon                                      | Sandy                   |        |
| 1982   | Split Image                                         | Rebecca/Amy             |        |
| 1984   | Starman                                             | Jenny Hayden            |        |
| 1985   | Until September                                     | Mo Alexander            |        |
| 1987   | Terminus                                            | Gus                     |        |
| 1987   | The Glass Menagerie                                 | Laura Wingfield         |        |
| 1988   | Backfire                                            | Mara McAndrew           |        |
| 1988   | Scrooged                                            | Claire Phillips         |        |
| 1989   | Animal Behavior                                     | Alex Bristow            |        |
| 1990   | Challenger                                          | Christa McAuliffe       |        |
| 1990   | Secret Weapon                                       | Ruth                    |        |
| 1991   | Sweet Talker                                        | Julie Maguire           |        |
| 1992   | The Turning                                         | Glory Lawson            |        |
| 1992   | Malcolm X                                           | Miss Dunne              |        |
| 1993   | The Sandlot                                         | Scott's Mom             |        |
| 1993   | Rapture                                             | Georgianne Corcoran     |        |
| 1993   | King of the Hill                                    | Miss Mathey             |        |
| 1993   | Voyage                                              | Catherine "Kit" Norvell |        |
| 1993   | Ghost in the Machine                                | Terry Munroe            |        |
| 1996   | Hostile Advances: The Kerry Ellison Story           | Margaret                |        |
| 1996   | Law & Order: "Survivor"                             | Judith Sandler          |        |
| 1997   | 'Til There Was You                                  | Betty Dawkan            |        |
| 1997   | All the Winters That Have Been                      | Helen Raven             |        |
| 1998   | Falling Sky                                         | Resse Nicholson         |        |
| 1999   | The Basket                                          | Bessie Emery            |        |
| 2000   | Wind River                                          | Martha                  |        |
| 2000   | The Perfect Storm                                   | Melissa Brown           |        |
| 2001   | In the Bedroom                                      | Marla Keyes             |        |
| 2001   | My Horrible Year!                                   | Belinda Faulkner        |        |
| 2001   | World Traveler                                      | Delores                 |        |
| 2001   | Shaka Zulu ; The Citadel / The Last Great Warrior   | Katherine Farewell      |        |
| 2003   | Briar Patch                                         | Butcher Lee             |        |
| 2004   | Poster Boy                                          | Eunice Kray             |        |
| 2004   | When Will I Be Loved                                | Alexandra Barrie        |        |
| 2008   | Indiana Jones i el regne de la calavera de cristall | Marion Ravenwood        |        |
| 2009   | A Dog Year                                          | Paula (voice)           |        |
| 2010   | White Irish Drinkers                                | Margaret                |        |
| 2010   | November Christmas                                  | Claire                  |        |
| 2012   | The Tin Star                                        | Eliza Flynn             |        |
| 2015   | Bad Hurt                                            | Elaine Kendall          |        |
| 2016   | Year by the Sea                                     | Joan Anderson           |        |